# Lorenzo Campins y Ballester
Lorenzo Campins y Ballester nace en el archipiélago español de las Islas Baleares en Palma de Mallorca en el año de 1726. Muere a los cincuenta y nueve años en Caracas – Venezuela el 20 de febrero de 1785. Llega a Caracas en 1762 y al año siguiente solicita desempeñarse como catedrático de medicina en la Real y Pontificia Universidad de Caracas. Se le conoce como el fundador de la enseñanza médica en Venezuela y primer protomédico de Caracas.

## Vida y obra
De la vida familiar de Lorenzo Campins poco es lo que se conoce, entendiéndose que es hijo de Don Juan Campins y de Doña Ananías Ballester al parecer ambos habitantes de Palma de Mallorca. Con él llegaron dos hermanos más: Pedro José, quien aparentemente se estableció en la población de Ospino; y José Ignacio, quien falleció en Barinas.
Se conoce de este insigne médico y fundador de los estudios médicos en Venezuela su abnegada vocación por la medicina y por su deseo de profesionalizar el oficio en el territorio venezolano.
Lorenzo realiza estudios primeramente la Universidad de Luliana de Mallorca donde obtiene los títulos primero de bachiller en el año de 1748 y posteriormente en 1749 el de Licenciado y Maestro en Artes. Posteriormente viajara al continente a la Provincia de Valencia donde cursara estudios en la Real y Pontificia Universidad de Gandía donde doctora hacia el año de 1755. Un año más tarde el reinado de Mallorca reconoce su título de doctor y ejercerá la medicina en Palma de Mallorca y posteriormente en la ciudad de Cádiz hasta el año de 1761. 

### Viaje y obra en Venezuela
Lorenzo Campins estando hacia el año de 1761 en ciudad española de Cádiz decide viajar a América y llega a Venezuela hacia 1762. Al llegar a la ciudad de Santiago de León de Caracas en la Provincia de Venezuela se encuentra con un desenfrenado curanderismo, en el que la práctica médica por regla general estaba asociada con personas poco capacitadas o no tituladas, ni con credenciales para ejercicio de la medicina. Ante este desordenado panorama Lorenzo se motiva a impulsar la creación de una cátedra Prima de Medicina en La Real y Pontificia Universidad de Caracas (en la actualidad Universidad Central de Venezuela); este hecho se concreta el 10 de octubre de 1763 cuando obtiene los permisos de parte del monarca español para dictar la enseñanza de la medicina en la Provincia de Venezuela.
A pesar de que los primeros cursos se dictaron gratis, los mismos fracasaron, ya que eran pocos los jóvenes que estaban dispuestos adiestrarse como médicos y por el contrario a lo que Lorenzo Campins esperaba los curanderos seguían proliferando. Las razones de tal proliferación de curanderos estaba asociada a factores como que la práctica médica en el país separaba las actividades del médico de las del cirujano; estos últimos por lo general eran barberos de origen pardo, mulato o indígena los cuales bajo la supervisión de un médico realizaban las cirugías necesarias entre las que se encontraban extracción de dientes, sangramiento y amputación de miembros y procesos en los cuales el éxito era muy limitado, dado que en general la asepsia no existía en la mente de los practicantes, razón por la cual los pacientes preferían ir donde los curanderos o empíricos cuyos tratamientos eran menos drásticos y con diagnósticos más acertados y mayor esperanza de sobrevivir.
A pesar de este primer fracaso Lorenzo Campins no se desalienta en su fin de regularizar el ejercicio de la medicina y fórmula ante el Rey un segundo pedido, logrando que Carlos III, mediante cédula expedida el 14 de mayo de 1777, lo nombrara catedrático en propiedad y protomédico interino de la provincia de Venezuela y de la ciudad de Caracas; en este año también se crea la Capitanía General de Venezuela instancia administrativa, política y militar que ha de unir a las diferentes provincias que a futuro constituirán el territorio de la futura república de Venezuela. En este cargo tiene la función de examinar las credenciales de los individuos y daba el visto bueno a todos aquellos individuos titulados o no, que deseaban ejercer la medicina en el territorio de la Provincia de Venezuela, así como otras áreas relacionada para aquel momento con la práctica de la medicina: obstetras, parteros o comadronas, farmaceutas, boticarios o herbolarios, barberos-sangradores o febotomistas, barberos-cirujanos, así como curanderos de ambos sexos.
Durante un período de algo más de 20 años regirá dictara clases en cátedra de medicina en la Real y Pontificia Universidad de Caracas donde lograra que la medicina adquiera la debida jerarquía y respeto en los claustros universitarios, por otra parte durante 8 años que administró el Tribunal del Protomedicato le dio la batalla al curanderismo libre, contribuyendo al adecentamiento del ejercicio profesional, a pesar de en este cargo sus logros fueron limitados, dado que el Protomedicato se circunscribía a la ciudad de Caracas, su acción tuvo poco efectos o influencia en mejorar el ejercicio médico a nivel de las otras provincias que constituían parte de la Capitanía General de Venezuela los verdaderos resultados del Protomedicato se apreciaran años a futuro durante las administraciones de los doctores José Francisco Molina y Felipe Tamariz. Entre sus primeros discípulos se encuentran José Francisco Molina y Rafael Córdoba Verde.
Dada la escasez de médicos para el tiempo en que Lorenzo Campins, se desempeñó como docente y jefe del Protomedicato lo obligó prácticamente a tener ejercer todos los cargos que para de la época existían. Adicionalmente fue médico de los reales hospitales de San Pablo y San Lázaro, del hospital Nuestra Señora de la Caridad y del Real Colegio Seminario.
No encontró ambiente propicio, ni profesional ni científicamente; por lo que toda su vida fue una sola lucha que a la postre le causó grave enfermedad mental de la cual no reaccionó para finamente morir en la ciudad de Santiago de León de Caracas 20 de febrero de 1785.

## Honores y reconocimientos
- En Venezuela, tierra donde desarrolló su mayor labor profesional, es conocido como Fundador y Padre de los estudios médicos.

- El auditorio del decanato de medicina en Ciudad Universitaria de Caracas lleva el nombre de Auditorio Doctor Don Lorenzo Campins y Ballester.